# Sarcocornia alpini
Sarcocornia alpini là loài thực vật có hoa thuộc họ Dền. Loài này được (Lag.) Castrov. miêu tả khoa học đầu tiên năm 1992.